# Raritäten (1994–2012)
Raritäten (1994–2012) ist ein Kompilationsalbum der deutschen Band Rammstein, das am 22. April 2015 veröffentlicht wurde.

## Inhalt
Enthalten sind 12 Lieder aus der Bandgeschichte, welche zuvor nur auf Singleauskopplungen oder gar nicht erhältlich waren.
Das Album erschien zusammen mit den ersten sechs Studioalben der Band am 4. Dezember 2015 auch als Teil des XXI Box-Sets, wobei dort insgesamt 16 Musikstücke enthalten waren.

## Rezeption
Der Metal Hammer schrieb, das „speziell zusammengestellte“ Raritäten-Album sollte „jeden Rammstein-Fan aufhorchen lassen“.

## Titelliste

### Download-Version
| #  | Titel                                            | Länge | Erstveröffentlichung             |
| -- | ------------------------------------------------ | ----- | -------------------------------- |
| 1  | Feuerräder (Version 1994)                        | 4:47  | Engel (Fan Edition) Single, 1997 |
| 2  | Wilder Wein                                      | 5:40  | Engel (Fan Edition) Single, 1997 |
| 3  | Das Modell                                       | 4:44  | Das Modell Single, 1997          |
| 4  | Kokain                                           | 3:08  | Das Modell Single, 1997          |
| 5  | Stripped                                         | 4:24  | Stripped Single, 1997            |
| 6  | Halleluja                                        | 3:44  | Links 2 3 4 Single, 2001         |
| 7  | Mutter (Vocoder Mix)                             | 4:32  | Mutter Single, 2002              |
| 8  | 5/4                                              | 5:30  | Mutter Single, 2002              |
| 9  | Mein Land                                        | 3:52  | Mein Land Single, 2011           |
| 10 | Vergiss uns nicht                                | 4:09  | Mein Land Single, 2011           |
| 11 | Gib mir deine Augen                              | 3:43  | Mein Herz brennt Single, 2012    |
| 12 | Mein Herz brennt (Piano-Version von Sven Helbig) | 4:30  | Mein Herz brennt Single, 2012    |

### Im Box-Set XXI
| #  | Titel                                            | Länge | Erstveröffentlichung                          |
| -- | ------------------------------------------------ | ----- | --------------------------------------------- |
| 1  | Feuerräder                                       | 4:51  | Engel (Fan Edition) Single, 1997              |
| 2  | Wilder Wein                                      | 5:43  | Engel (Fan Edition) Single, 1997              |
| 3  | Das Modell                                       | 4:20  | Das Modell Single, 1997                       |
| 4  | Kokain                                           | 3:09  | Das Modell Single, 1997                       |
| 5  | Stripped                                         | 4:26  | Stripped Single, 1997                         |
| 6  | Halleluja                                        | 3:46  | Links 2 3 4 Single, 2001                      |
| 7  | Mein Herz brennt (Piano-Version von Sven Helbig) | 4:32  | Mein Herz brennt Single, 2012                 |
| 8  | Los (Full Band Version)                          | 5:04  | unveröffentlicht                              |
| 9  | Führe mich                                       | 4:34  | Liebe ist für alle da (Special Edition), 2009 |
| 10 | Donaukinder                                      | 5:37  | Liebe ist für alle da (Special Edition), 2009 |
| 11 | Halt                                             | 4:20  | Liebe ist für alle da (Special Edition), 2009 |
| 12 | Roter Sand (Orchester-Version)                   | 4:06  | Liebe ist für alle da (Special Edition), 2009 |
| 13 | Liese                                            | 3:54  | Liebe ist für alle da (Special Edition), 2009 |
| 14 | Mein Land                                        | 3:54  | Mein Land Single, 2011                        |
| 15 | Vergiss uns nicht                                | 4:11  | Mein Land Single, 2011                        |
| 16 | Gib mir deine Augen                              | 3:46  | Mein Herz brennt Single, 2012                 |